# Pedro Feijoo
Pedro Feijoo Barreiro, nascido em Vigo o 23 de novembro de 1975, é um músico e escritor espanhol.

## Trajectória
É licenciado em Filología Galega pela Universidade de Santiago de Compostela. Exerceu como músico, produtor, compositor e membro de alguns projectos musicais galegos como Los Feliz e Lamatumbá. Em 1997 publicou seu primeiro livro, Cousas do «Galiza», por Castelao (em galego), no que se explica a relação de Alfonso Daniel Rodríguez Castelao com o jornal Galicia que dirigiu Valentín Paz-Andrade. Em 2005 publicou Viva o Fu Remol! (em galego), uma crónica sobre os problemas do panorama musical galego.
Em 2011 publicou o relato "O segredo do viaduto" (em galego) no livro XII Certame Literário de relatos curtos Os Viadutos. Sua primeira novela, Os filhos do mar (2012), foi finalista do Prêmio Xerais em 2011. Em 2013 publica A memória da chuva (em galego), novela ao redor da figura de Rosalía de Castro. Em 2015 muda de registro com Morena, perigosa e románica (em galego), sua novela mais cómica. Em 2017 sai Os filhos do fogo (em galego), na que as mesmas personagens de "Os filhos do mar", se enfrentam a uma das intrigas melhor protegidas na história da cidade de Vigo: a de sua fundação. Para o autor está a cavalo entre a novela histórica e o thriller. Em 2018 publica Sen piedade (em galego), um livro terrível e dolorosamente pessoal, segundo o autor. Também em 2018 sai Caminhar o Vigo vello. Um passeio pola história da cidade (em galego), um livro a cavalo entre os manuais de história e as guias turísticas.

### Narrativa
- Os fillos do mar (2012). Xerais. 432 pp. ISBN 978-84-9914-346-0. ePub: ISBN 978-84-9914-475-7.
- A memoria da choiva (2013). Xerais.[7] 472 pp.  ISBN 978-84-9914-570-9. ePub: ISBN 978-84-9914-556-3.
- Morena, perigosa e románica (2015). Xerais. 432 pp. ISBN 978-84-9914-919-6. ePub: ISBN 978-84-9914-922-6.[8]
- Os fillos do lume (2017). Xerais. 504 pp. ISBN 978-84-9121-231-7. ePub: ISBN 978-84-9121-232-4.[9]
- Sen piedade (2018). Xerais. 248 pp. ISBN 978-84-9121-400-7. ePub: ISBN 978-84-9121-376-5.[10] )
- Un lume azul (2019). Xerais. 576 pp. ISBN 978-84-9121-615-5. ePub: ISBN 978-84-9121-603-2.[11]
- Ninguén contará a verdade (2023). Vigo: Xerais. Premio Xerais de novela. 640 pp. ISBN 978-84-1110-432-6. ePub: ISBN 978-84-1110-434-0.[12]

### Ensaio
- Cousas do "Galiza", por Castelao (1997). Ediciós do Castro. ISBN 84-7492-847-8.
- Viva o Fu Remol! (2005) Xerais. 256 pp. ISBN 978-84-9782-352-4.
- Camiñar o Vigo vello. Um paseo pola historia da cidade (2018). Xerais. (2ª ed. em 2019). 184 pp. ISBN 978-84-9121-326-0.[13]

### Livros colectivos
- O libro do fútbol (2023). Vigo: Galaxia.[14]

## Prêmios
- Finalista do Prêmio Xerais no 2011, por Os filhos do mar.
- Prêmio Arcebispo San Clemente no 2013, por Os filhos do mar.
- Prêmio Frei Martín Sarmiento de Bachillerato e adultos em 2014, por Os filhos do mar.[15]
- Prêmio Arcebispo San Clemente no 2016, por A memoria da choiva.[16]
- Prêmio Xerais de Novela em 2023, por Ninguén contará a verdade.[17]